# Klaus Rupprecht
Klaus Rupprecht (* 20. September 1942 in Ludwigsburg) ist ein ehemaliger deutscher Diplomat. Er war Generaldirektor des Deutschen Instituts in Taiwan.

## Leben
Nach dem Studium der Politik- und Rechtswissenschaften an der Universität des Saarlandes, Freien Universität Berlin und der Eberhard Karls Universität Tübingen folgte noch ein Studium an der School of Law der University of Iowa, das er 1968 mit dem akademischen Grad eines „Master of Comparative Law“ abschloss. 1972 folgte die Promotion zum Dr. iur. mit einer Dissertation zum Thema Pakethandel und Paketzuschläge im amerikanischen und deutschen Aktienrecht an der Eberhard Karls Universität Tübingen.
Nach dem Eintritt in den Auswärtigen Dienst 1972 folgten Verwendungen an den Botschaften Lissabon und Brasilia, im Auswärtigen Amt in Bonn (Referat 201 NATO und Sicherheitsfragen) sowie an der Botschaft Peking (Pressereferent).
1986 bis 1989 war Rupprecht Stellvertretender Generalkonsul in Los Angeles. Nach einer erneuten Verwendung im Auswärtigen Amt (Rechtsabteilung) wurde er dann 1992 Leiter der Politischen Abteilung an der Botschaft Peking.
1996 bis 1999 war Klaus Rupprecht Leiter des Referats 309 (Ostasien) des Auswärtigen Amtes in Bonn. Danach war Rupprecht von 2000 bis 2002 Generaldirektor des Deutschen Instituts in Taipei/Taiwan sowie zuletzt zwischen 2002 und 2007 Generalkonsul in Toronto. 2007 wurde er in den Ruhestand verabschiedet.

## Weitere Tätigkeiten
Klaus Rupprecht war von 1999 bis 2000 Gastwissenschaftler (Fellow) am Weatherhead Center for International Affairs der Harvard University in Cambridge, USA.